# Pendleburyella
Pendleburyella är ett släkte av insekter. Pendleburyella ingår i familjen syrsor.
Kladogram enligt Catalogue of Life:
| Pendleburyella | \| \| Pendleburyella testacea \| \| \| \| \| \| Pendleburyella vicina \| \| \| \| |
|                | \| \| Pendleburyella testacea \| \| \| \| \| \| Pendleburyella vicina \| \| \| \| |
|                | Pendleburyella testacea                                                           |
|                |                                                                                   |
|                | Pendleburyella vicina                                                             |
|                |                                                                                   |